# Reptile (Mortal Kombat)
Reptile es un personaje de la saga de videojuegos Mortal Kombat. Hizo su primera aparición en el primer Mortal Kombat como un personaje secreto, siendo así el primero de la saga que debutó de esta forma.

## Acerca de Reptile

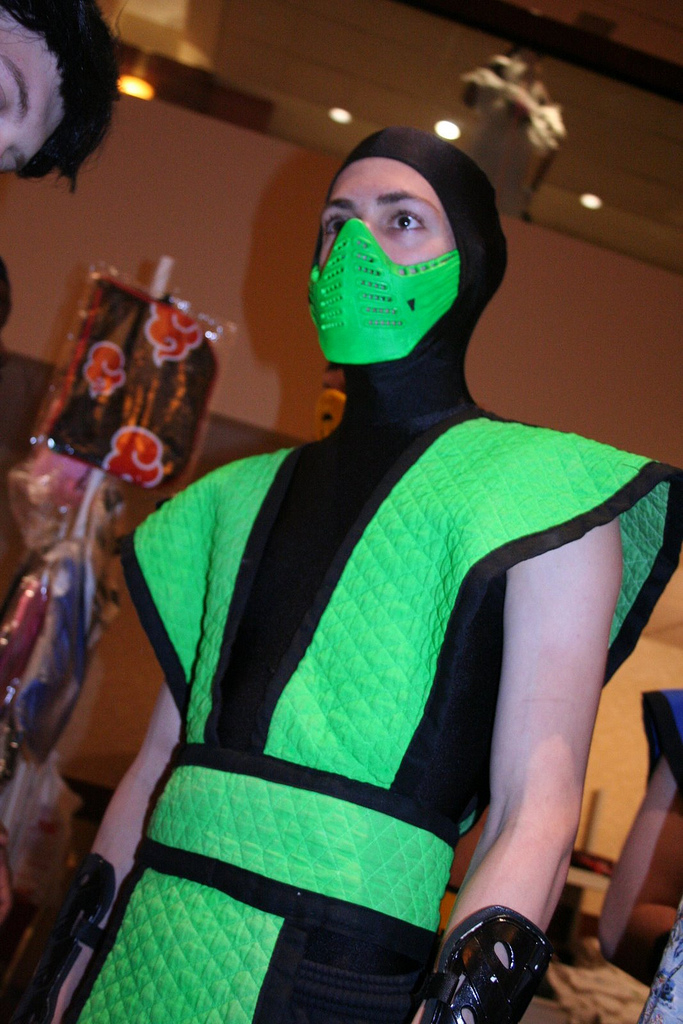
Cosplay de Reptile en Ohayocon 2008.

Reptile, cuyo nombre real es Syzoth (develado en Mortal Kombat X), es un miembro, quizá el último, de la raza Raptor, una tribu de hombres lagarto originaria del extinto reino de Zaterra. La razón de su existencia es encontrar aunque sea un miembro de su especie, por eso no reniega de ser lacayo de nadie a cambio de ayuda para ello, por lo que siempre estuvo al servicio de los Emperadores del Outworld y sus subordinados, como Shao Kahn, Shang Tsung o Kotal Kahn, e incluso aliarse con el Netherrealm.
Es un excelente espía y guardaespaldas, debido a sus habilidades de invisibilidad, velocidad y sentidos agudos, pero su debilidad es ser demasiado ingenuo y tosco.
Fue el primer personaje secreto de la saga, y uno de los de mayores apariciones.
Su apariencia fue cambiando al pasar el tiempo, siendo un humano en los primeros juegos, para luego ser más un reptil humanoide descalzo, siendo el cambio más radical el que experimentó en Mortal Kombat Deadly Alliance, en el que se asemeja a una iguana bípeda sin zapatos.

## Historia
Lo siguiente es la forma en la que describieron su historia los propios creadores del juego (cuando completabas el juego) a medida que paso el tiempo, desde Mortal Kombat 2 en adelante.

### Mortal Kombat 2
Reptile siempre fue un fiel sirviente y protector de Shang Tsung. Haciendo una corta aparición muy pequeña en el Primer Torneo. Al descubrir el plan de Shang Tsung de forzar a ser esclavos bajo el mando de Shao Kahn a los últimos miembros de su raza en extinción, Reptile empieza su propio plan.
El entra al Torneo del Outworld, derrota a Shao Kahn y se revela contra Shang Tsung, terminando con sus planes. Ahora su raza puede vivir su existencia, en paz.

### Ultimate Mortal Kombat 3
Shao Kahn le ordenó a Reptile que buscara y eliminara a Kitana. Cumplió su labor con éxito, pero al regresar encontró que el emperador lo había engañado. Shao Kahn le había prometido a Reptile que si tenía éxito, resucitaría a los de su raza. Shao Kahn nunca tuvo la intención de cumplir su promesa. Enfurecido, Reptile se volvió contra su maestro y lo derrotó en batalla. Pero al haber matado a su maestro, Reptile perdió la oportunidad de conocer a los de su verdadera raza.

### Mortal Kombat 4
Reptile habitaba en su prisión junto a Quan Chi, esperando la llegada de Shinnok para que le cumpliese su promesa. Deteniendo la caminata del brujo, Reptile sale de sus cabales diciéndole "Trasládame atrás en el tiempo para volver con mi raza". Sin embargo, Quan Chi no le presta atención, por lo que Reptile se impacienta y vuelve a pedir forzosamente que cumpliera la promesa. Pero esta vez, Shinnok se teletransportó al Reptile's Lair, donde toma del cuello a Reptile y le responde "No cumpliré mi promesa", y hace estallar su cabeza dejando el cuerpo del Saurian en el suelo...

### Mortal Kombat Deadly Alliance
A pesar del fuerte hedor a azufre que desprendía la cámara, Reptile podía oler que Nitara y Cyrax habían estado allí recientemente. Ahora no quedaba ninguna señal de su paso por ese lugar, salvo algunos fragmentos dispersos de un cristal y un rastro residual de energías mágicas fuertes. Su venganza tendría que esperar, de repente, un silencio inesperado llenó la cámara mientras la energía rodeaba lo que parecía ser un embrión de dragón. El pequeño dragón extendió su cuerpo y el huevo se rompió. Un haz de energía salió disparado desde el interior y cayó sobre Reptile. Su mundo se llenó de un poder infernal mientras su escamoso cuerpo se retorcía y se transformaba. La antigua profecía se había cumplido: el Rey Dragón había vuelto.

### Mortal Kombat Armageddon
Cuando la onda expansiva causada por la muerte de Blaze hizo crujir el cráter circundante, la pirámide en la que estaba Reptile empezó a desmoronarse. Se abrió una grieta que dejó ver un sarcófago de diseño familiar. Reptile abrió el extraño artefacto y encontró a una mujer zaterran. Conforme ella se despertaba, Reptile sintió que lentamente recuperaba su forma humanoide. ¡La gloria de Zaterra regresará una vez más!.

### Mortal Kombat 9
Habiendo derrotado a Shao Kahn, Reptile fue temido por todos. Obligó a Shang Tsung a regenerar su raza Raptor. El proceso tomó meses agonizando, pero pronto oyó los gruñidos de nuevos Raptors recién nacidos. Eventualmente a Shang Tsung había creado un ejército de guerreros Raptor criados para servir a Reptile. Ellos irrumpieron en el campo, matando a cualquier Tarkata, Shokan o Centauro que se opusiera a la regla de Reptile.
La sensación embriagadora de reunirse con su pueblo cego a Reptile por el sufrimiento de sus antiguos camaradas. Reptile volvió a estar en casa una vez más.

### Mortal Kombat X
Tras la derrota de Shinnok, Kotal Kahn envío a Reptile a la Tierra para evaluar los daños. Esa información podría resultar útil en futuros conflictos. Al hallar una caverna derrumbada que quedó al descubierto durante la crisis, a Reptile le sorprendió ver saurians saliendo de ella. A diferencia de sus congéneres, estos saurians no habían abandonado la Tierra para ir al reino maldito de Zaterra, así que permanecieron ocultos y a salvo. 
Reptile ya no estaba solo, juró permanecer con su pueblo redescubierto y reclamar su patria en la Tierra.

## Final
Tras la muerte de Blaze, la pirámide donde estaba empezó a temblar y un sarcófago de origen familiar salió de esta. Al abrirlo, Toxina se encontró con su hermano Reptile.

## Roles en los juegos de Mortal Kombat

### Mortal Kombat
Es interpretado por Daniel Pesina. Su pose de guardia varia entre las de Scorpion (Mortal Kombat) y Sub-Zero, compartiendo también sus habilidades.

#### Movimientos Especiales
- Ráfaga de Hielo: Cruce de manos por el cual lanza un pulso verde de poder, el cual al tocar al oponente lo convierte en una pieza de hielo deteniéndolo.
- Barrida de Fuerza: Agachado, con su pierna extendida y sus brazos hacia atrás, se impulsa y al chocar con el oponente lo derriba.
- Arpón: Extiende su brazo y de allí expulsa un arpón que atrae a su oponente cerca.
- Teletransportación y Golpe: Corre hacía atrás y desaparece del campo, aparece corriendo por el otro extremo, al acercarse a ti, te recibe con un golpe en el torso.

#### Habilitación
- Pelear contra Reptile: Jugar en el modo 1P vs. CPU hasta combatir en el escenario The Pit, debe pasar alguna de las sombras por la luna (ovni, cometa, etc) allí consigue una Double Flawless sin usar el botón de Bloqueo, pero en la segunda victoria ejecuta una Fatality, Eso te llevara a luchar contra Reptile en Pit Bottom.

### Mortal Kombat II

#### Biografía
Como protector de Shang Tsung, Reptile se oculta entre las sombras acabando con cualquiera que se atreva a hacerle daño a su maestro. Se cree que su forma humana esconde a una horrible especie de reptil que se había extinguido hace ya millones de años. Él entra al Torneo con la esperanza de derrotar a todos y proteger a su maestro.

#### Movimientos Especiales
- Invisibílidad: Especialidad en la cual desvanece su imagen, es imperceptible al ojo, se vuelve visible por propia voluntad o si lo golpean.
- Acid Spit: Se quita la máscara y escupe un chorro de ácido. La fuerza de aquella sustancia derriba al oponente.
- Forceball: Cruce de manos por el cual lanza una burbuja de ácido, la fuerza de la energía hará volar al oponente.
- Slide: Compacta su cuerpo, adelantando su pierna y retrocediendo sus brazos, se impulsa y al chocar con el oponente lo derriba.

#### Finishers
- Muerte Sigilosa: Para este finisher, Reptile debe estar invisible. En este modo, Reptile asalta a su oponente y lo parte a la mitad.
- Hmmmm!!!: Reptile se quita la máscara y revela su verdadera naturaleza reptil, luego estira su lengua para decapitar a su oponente, comiéndose la cabeza.
- Friendship: Usa el movimiento genérico de todos los ninjas, al sacar un muñeco de sí mismo y pedirle al jugador que lo compre.
- Babality: Reptile se convierte en un bebe de máscara verde.

#### Fínal
Reptile siempre fue un fiel sirviente y protector de Shang Tsung. Haciendo una corta aparición en el Primer Torneo. Al descubrir el plan de Shang Tsung de forzar a ser esclavos bajo el mando de Shao Kahn a los últimos miembros de su raza en extinción, Reptile empieza su propio plan. Él entra al Torneo del Outworld, derrota a Shao Kahn y se revela contra Shang Tsung, terminando con sus planes. Ahora su raza puede vivir su existencia, en paz.

### Ultimate Mortal Kombat 3/Mortal Kombat Trilogy

#### Biografía
Siempre un sirviente digno de confianza de Shao Kahn, Reptile fue elegido para asistir en la captura de Kitana. En contraste con las instrucciones de Jade, Reptile tiene órdenes de detener a la renegada princesa a cualquier costo... aún si esto significa la muerte.

#### Movimientos especiales
- Conserva sus movimientos de MKII y se agrega uno más: Running Serpent, en donde corre y elude a su oponente para luego golpearlo por atrás.

#### Finishers
- Vomito ácido: Reptile se quita la máscara y revela su verdadera naturaleza reptil, y luego vomita una gran cantidad de ácido que corroe a su oponente.
- Hmmmm!!!: Reptile se quita la máscara y con su lengua despedaza y devora a su oponente
- Friendship: Reptile saca una caja de sorpresas y le da manija, de la caja saldrá una Cobra que asustara al oponente.
- Animality: Inexplicablemente, Reptile se transforma en un mono que persigue a su oponente
- Babality: Reptile se convierte en un bebe de máscara verde.
- Brutality: Versión extendida y fulminante de sus kombos.

#### Fínal
Shao Kahn le ordenó a Reptile que buscara y eliminara a Kitana. Cumplió su labor con éxito, pero al regresar encontró que el emperador lo había engañado. Shao Kahn le había prometido a Reptile que si tenía éxito, resucitaría a los de su raza. Shao Kahn nunca tuvo la intención de cumplir su promesa. Enfurecido, Reptile se volvió contra su maestro y lo derrotó en batalla. Pero al haber matado a su maestro, Reptile perdió la oportunidad de conocer a los de su verdadera raza.

### Mortal Kombat 4/Mortal Kombat Gold

#### Biografía
Un general del ejército de la oscuridad de Shinnok, Reptile pertenece a una raza extinta de criaturas reptilianas. Fue desterrado al Netherrealm acusado del genocidio contra su propia especie. Siendo culpable de la muerte de millones, Reptile es un peligroso aliado para las fuerzas del mal.

#### Movimientos Especiales
- Acid Puke: Reptile vomita una moderada cantidad de ácido para repeler a su oponente
- Crawler: Reptile corre en cuatro patas para derribar al oponente
- Gut Palm: Reptile se desliza hacia el oponente y golpea su abdomen
- Invisibílidad: Especialidad en la cual desvanece su imagen, es imperceptible al ojo, se vuelve visible por propia voluntad o si lo golpean.

#### Finishers
- Vomito ácido: Reptile se eleva, y luego vomita una gran cantidad de ácido que corroe a su oponente.
- Hmmmm!!!: Reptile se quita la máscara y se abalanza sobre su oponente, comiéndole la cara.

#### Fínal
Reptile reporta su victoria ante Quan Chi, el hechicero lo felicita pero no muestra intenciones de recompensarlo. Reptile recrimina a Quan Chi pero aparece Shinnok, y tras una discusión, le hace explotar la cabeza al zaterrano.

### Mortal Kombat Deadly Alliance/Mortal Kombat Tournament Edition

#### Biografía
Reptile había descubierto el plan de los hechiceros Shang Tsung y Quan Chi para asesinar a Shao Kahn. Pero durante el camino hacia la fortaleza del emperador, fue distraído por una vampiresa llamada Nitara. Ella le condujo hacia la base secreta de las fuerzas de Kitana. Saber esa información sería de gran valor para el emperador en su lucha contra Edenia y los Shokan. Ansioso de contarle a su maestro todo lo que sabía, Reptile volvió a la fortaleza de Shao Kahn, pero se lo encontró muerto yaciendo en el suelo de la sala de trono.
El tiempo que estuvo infiltrado en la base secreta de Kitana le retrasó lo suficiente como para darles a Shang Tsung y Quan Chi el tiempo necesario para acabar con su maestro, Shao Kahn. Reptile se sentía muy mal por haber fallado a su maestro y estuvo rondando las regiones bajas del Outworld hasta que se cruzó con Nitara. Desesperado por conseguir un nuevo maestro, le ofreció su lealtad a la vampiresa. Su primera misión consistió en atacar al invasor procedente de la Tierra, Cyrax. Ella le dijo que debía destruir el panel de su brazo para debilitarle.

#### Estilos de lucha
- Hung Gar (Primario)
- Crab (Secundario)
- Kirehashi (Arma, la cual fue regalada por Nitara)

#### Finisher
- Hmmmm!!!: Reptile se abalanza sobre su oponente y le vomita ácido en la cara, luego se aleja y con su lengua arranca y devora la cabeza

#### Final
A pesar del fuerte hedor a azufre que desprendía la cámara, Reptile podía oler que Nitara y Cyrax habían estado allí recientemente. Ahora no quedaba ninguna señal de su paso por ese lugar, salvo algunos fragmentos dispersos de un cristal y un rastro residual de energías mágicas fuertes. Su venganza tendría que esperar. De repente, un silencio inesperado llenó la cámara mientras la energía rodeaba lo que parecía ser un embrión de dragón. El pequeño dragón extendió su cuerpo y el huevo se rompió. Un haz de energía salió disparado desde el interior y cayó sobre Reptile. Su mundo se llenó de un poder infernal mientras su escamoso cuerpo se retorcía y se transformaba. La antigua profecía se había cumplido: el Rey Dragón había vuelto.

### Mortal Kombat Armageddon

#### Biografía (Modo Konquest)
Tras ser derrotado, el alma de Onaga abandono el malherido cuerpo de Reptile, el cual fue encontrado por los miembros del Dragon Rojo, al cual les ofreció lealtad y ayuda para experimentar con el dragón protector de Daegon: Caro. Luego, es derrotado por Taven, para luego rastrearlo hasta la Pirámide de Argus

#### Estilos de lucha
- Pao Chui (Kombate cuerpo a cuerpo)
- Kirehashi (Arma, utilizable en el Kreate a Fatality)

#### Vestimenta
- Primaria: atuendo de Mortal Kombat Shaolin Monks
- Secundaria: atuendo primario de Mortal Kombat Deadly Alliance

#### Final
Cuando la onda expansiva causada por la muerte de Blaze hizo crujir el cráter circundante, la pirámide en la que estaba Reptile empezó a desmoronarse. Se abrió una grieta que dejó ver un sarcófago de diseño familiar.
Reptile abrió el extraño artefacto y encontró a una mujer zaterran. Conforme ella se despertaba, Reptile sintió que lentamente recuperaba su forma humanoide. ¡La gloria de Zaterra regresará una vez más!.

### Mortal Kombat (2011)

#### Biografía
Zaterra, su reino de origen ha desaparecido, misteriosamente destruido hace siglos. Reptile es el último miembro conocido sobreviviente de su raza. Desde entonces ha hecho de Outworld su casa. Shao Kahn ha hecho uso del sigilo de Reptile para espiar a presuntos traidores y matar a enemigos conocidos del imperio. Pero el conocimiento de que él es el último de su tipo carcome su mente. Daría cualquier cosa, matar a cualquiera, si se traería a su reino del abismo. Su autocompasión es el combustible de su agresión ya que inflige el sufrimiento y la muerte a los demás.

#### Poderes Especiales
Recupera los poderes que tenía en UMK3

#### Movimiento X-Ray
Reptile primero le da un piquete de ojos al oponente, luego le quiebra el cuello, y por último le patea el pecho. Es uno de los pocos que tienen un X-Ray de tres golpes

#### Finishers
- Acid Yak: Reptile se abalanza sobre su oponente y le vomita ácido en la boca, luego le extirpa el estómago lleno del líquido
- Weight Loss: Reptile se hace invisible, y de dos golpes corta la garganta y el abdomen del oponente, luego le implanta una Forceball en las entrañas que hace explotar su torso
- Hmmmm!!!: Reptile se quita la máscara y luego estira su lengua para decapitar a su oponente, comiéndose la cabeza. Solo disponible con el Pack Klassico
- Babality: Reptile se convierte en un huevo que eclosiona, dando a nacer un bebe Reptile que vomita ácido

#### Final
Habiendo derrotado a Shao Kahn, Reptile fue temido por todos. Obligó a Shang Tsung a regenerar su raza Raptor. El proceso tomó meses, pero pronto oyó los gruñidos de nuevos Raptors recién nacidos. Eventualmente a Shang Tsung había creado un ejército de guerreros Raptor criados para servir a Reptile. Ellos irrumpieron en el campo, matando a cualquier Tarkata, Shokan o Centauro que se opusiera a la regla de Reptile. La sensación embriagadora de reunirse con su pueblo cego a Reptile por el sufrimiento de sus antiguos camaradas. Reptile volvió a estar en casa una vez más.

### Mortal Kombat X/XL

#### Biografía
Cuando el Osh-Tekk Kotal Kahn se rebeló contra la emperatriz Mileena, Reptile fue uno de los primeros en unirse a su lado, mostrando lealtad a quien siempre había demostrado amor y respeto a la raza Saurian, por sobre los que siempre lo habían utilizado como un mero instrumento de guerra. Reptile era ahora uno de los principales asesores de Kotal Kahn, usando su dominio del sigilo para espiar a sus enemigos e informar sus hallazgos. La invisibilidad de Reptile le había ganado muchos secretos que empujan continuamente contra los esfuerzos de Mileena de dar cualquier tipo de golpe demoledor a las fuerzas de Kotal Kahn. Reptile permanece verdaderamente fiel a su amo ahora que los dos comparten algo en común, siendo los últimos miembros supervivientes conocidos de sus respectivas razas.

#### Estilos de lucha
- Noxius-Nocivo: Una nube de gas ácido rodea constantemente a reptile, quitando vida al oponente al acercarse
- Deceptive-Engañoso: Reptile obtiene distintas habilidades de invisibilidad
- Nimble-Agil: Reptile es capaz de hacerse mucho más rápido o hacer lento al oponente

#### Movimiento X-Ray
Reptile se hace invisible para acercarse al oponente, lo toma y le disloca la mandíbula, luego le pica los ojos, y luego le destroza la cara con un Facebuster

#### Finishers
- Bad breath: Reptile escupe ácido derritiendo la cara del oponente y luego le abre la cabeza
- Acid bath: Reptile vomita ácido a los pies del oponente, el cual se derrite progresivamente hasta llegar al cuello, en donde el zaterrano le arranca y devora la cabeza con su lengua

#### Final
Tras la derrota de Shinnok, Kotal Kahn envío a Reptile a la Tierra para evaluar los daños. Esa información podría resultar útil en futuros conflictos. Al hallar una caverna derrumbada que quedó al descubierto durante la crisis, a Reptile le sorprendió ver saurians saliendo de ella. A diferencia de sus congéneres, estos saurians no habían abandonado la Tierra para ir al reino maldito de Zaterra, así que permanecieron ocultos y a salvo. Reptile ya no estaba solo. Juró permanecer con su pueblo redescubierto y reclamar su patria en la Tierra.

## Otras apariciones de Reptile
- Mortal Kombat 2
- Mortal Kombat 3
- Mortal Kombat 4
- Mortal Kombat Deadly Alliance
- Mortal Kombat Armageddon
- Mortal Kombat 9
- Mortal Kombat X
- Mortal Kombat 1
- Mortal Kombat Mobile

- Datos: Q1825776
- Multimedia: Reptile (Mortal Kombat) / Q1825776